# Kreuzweg Haisterkirch
Der Kreuzweg ist ein dem Leidensweg Jesu Christi nachgebildeter Kreuzweg von Haisterkirch zur St.-Sebastian-Kapelle auf dem Haisterkircher Rücken.

## Verlauf
Der Kreuzweg, der vollständig auf dem Sebastiansweg in Haisterkirch verläuft, beginnt etwa 470 m östlich der Kirche St.-Johannes Baptist an der Kreuzung Sebastiansweg und Fockentalstraße. Er führt durch den östlichen Teil des Ortskerns und verläuft auf dem geteerten Weg am südlichen Ortsrand des Wohngebiets Fockental den Haisterkircher Rücken hinauf. Dabei passiert er den rechts liegenden ehemaligen Hochbehälter Haisterkirch und am Ortsende den links liegenden neuen Hochbehälter. Ab dem Waldanfang ist der Weg nicht mehr asphaltiert und führt weiter den Südhang im Wald aufwärts zum höchsten Punkt der Stadt Bad Waldsee auf dem Haisterkircher Rücken, wo er an der St.-Sebastian-Kapelle endet. Der Kreuzweg ist identisch mit dem Sebastiansweg.
Der Kreuzweg Haisterkirch hat eine Länge von etwa 1,4 km und überwindet eine Höhendifferenz von rund 115 Höhenmetern (Start ca. 643 m NHN, Ende ca. 758 m NHN). Der Startpunkt, und damit Station 1 des Kreuzwegs, liegt etwa 470 m östlich der Kirche. Startet man direkt an der Kirche in Haisterkirch (ca. 635 m NHN), gibt es zwei Alternativen: Die kürzere Variante mit 2 km Länge führt über die Rathausstraße, Wiesenstraße und den Sebastiansweg (ca. 123 Höhenmeter Differenz). Die längere Option mit ca. 2,1 km verläuft über die Rathausstraße und den Sebastiansweg (ebenfalls ca. 123 Höhenmeter Differenz).

## Geschichte
Der Kreuzweg in Haisterkirch wurde 1939 begonnen und 1949 fertiggestellt. Spätere Maßnahmen umfassten einen Neuanstrich im Jahr 1995, die Anbringung von Kupferlaternen auf den Sockeln im Jahr 2013 sowie die Renovierung und Überarbeitung der Stationsbilder im Jahr 2014. Im Jahr 2020 wurde die dritte Station aufgrund eines Gebäude-Neubaus auf die rechte Seite des Weges versetzt.

## Stationen
| Foto |                 | Baujahr | Name       | Standort                                                | Beschreibung                                                          | Metadaten                  |
| ---- | --------------- | ------- | ---------- | ------------------------------------------------------- | --------------------------------------------------------------------- | -------------------------- |
| ja   | Datei hochladen | 1949    | Station 1  | Sebatiansweg Standort                                   | Jesus wird zum Tode verurteilt                                        | P84(Architekt): P131(Ort): |
| ja   | Datei hochladen | 1949    | Station 2  | Sebatiansweg Standort                                   | Jesus nimmt das Kreuz auf seine Schultern                             | P84(Architekt): P131(Ort): |
| ja   | Datei hochladen | 1949    | Station 3  | Sebatiansweg, unterhalb vom alten Hochbehälter Standort | Jesus fällt zum ersten Mal unter dem Kreuz                            | P84(Architekt): P131(Ort): |
| ja   | Datei hochladen | 1949    | Station 4  | Sebatiansweg, gegenüber vom neuen Hochbehälter Standort | Jesus begegnet seiner Mutter Maria von Nazaret                        | P84(Architekt): P131(Ort): |
| ja   | Datei hochladen | 1949    | Station 5  | Sebatiansweg Standort                                   | Jesus begegnet seiner Mutter Maria von Nazaret                        | P84(Architekt): P131(Ort): |
| ja   | Datei hochladen | 1949    | Station 6  | Sebatiansweg Standort                                   | Veronika reicht Jesus das Schweißtuch                                 | P84(Architekt): P131(Ort): |
| ja   | Datei hochladen | 1949    | Station 7  | Sebatiansweg Standort                                   | Jesus fällt zum zweiten Mal unter dem Kreuz                           | P84(Architekt): P131(Ort): |
| ja   | Datei hochladen | 1949    | Station 8  | Sebatiansweg Standort                                   | Jesus begegnet den weinenden Frauen                                   | P84(Architekt): P131(Ort): |
| ja   | Datei hochladen | 1949    | Station 9  | Sebatiansweg Standort                                   | Jesus fällt zum dritten Mal unter dem Kreuz                           | P84(Architekt): P131(Ort): |
| ja   | Datei hochladen | 1949    | Station 10 | Sebatiansweg Standort                                   | Jesus wird seiner Kleider beraubt                                     | P84(Architekt): P131(Ort): |
| ja   | Datei hochladen | 1949    | Station 11 | Sebatiansweg Standort                                   | Jesus wird ans Kreuz genagelt                                         | P84(Architekt): P131(Ort): |
| ja   | Datei hochladen | 1949    | Station 12 | Sebatiansweg Standort                                   | Jesus stirbt am Kreuz                                                 | P84(Architekt): P131(Ort): |
| ja   | Datei hochladen | 1949    | Station 13 | Sebatiansweg Standort                                   | Jesus wird vom Kreuz abgenommen und in den Schoß seiner Mutter gelegt | P84(Architekt): P131(Ort): |
| ja   | Datei hochladen | 1949    | Station 14 | Sebatiansweg Standort                                   | Der heilige Leichnam Jesu wird in das Grab gelegt                     | P84(Architekt): P131(Ort): |
| ja   | Datei hochladen | 1949    | Station 15 | Sebatiansweg Standort                                   | Auferstehung Jesu Christi                                             | P84(Architekt): P131(Ort): |

## Regelmäßige Veranstaltungen
- Jährlich in der Adventszeit wird der Weg mit Weihnachtsschmuck wie Christbaumkugeln dekoriert.
- Jährlich an Silvester der Lichterweg, bei dem der Weg mit Kerzen beleuchtet wird.[4]
- Jährlich am 20. Januar die St.-Sebastian-Prozession von der Kirche St. Johannes Baptist in Haisterkirch über den Kreuzweg zur Kapelle St. Sebastian.[5]